# Criorhina apicalis
Criorhina apicalis är en tvåvingeart som beskrevs av Matsumura 1916. Criorhina apicalis ingår i släktet pälsblomflugor, och familjen blomflugor. Inga underarter finns listade i Catalogue of Life.